# 德拉默鎮區 (伊利諾伊州福德縣)
德拉默鎮區（英語：Drummer Township）是位於美國伊利諾伊州福特縣的一個行政鎮區。

## 地方資料
根據2010年美國人口普查的數據，德拉默鎮區的面積為139.00平方千米，當中陸地面積為138.50平方千米，而水域面積為0.50平方千米。當地共有人口3959人，而人口密度為每平方千米28.48人。